# Ludwig Schlesinger
Ludwig Schlesinger (Trnava, 1º novembre 1864 – Gießen, 15 dicembre 1933) è stato un matematico tedesco, conosciuto per i suoi lavori sulle equazioni differenziali lineari.